# Браян Каллен
Браян Джозеф Каллен (англ. Brian Joseph Cullen, нар. 11 листопада 1933, Оттава) — канадський хокеїст, що грав на позиції центрального нападника.
Його брати — Беррі Каллен та Рей Каллен, також були хокеїстами НХЛ.

## Ігрова кар'єра
Професійну хокейну кар'єру розпочав 1951 року.
Протягом професійної клубної ігрової кар'єри, що тривала 13 років, захищав кольори команд «Торонто Мейпл-Ліфс» та «Нью-Йорк Рейнджерс».
Усього провів 326 матчів у НХЛ, включаючи 19 ігор плей-оф Кубка Стенлі.